# Піта Ґаллаґер
Піта Ґаллаґер (англ. Peta Gallagher, 6 грудня 1977) — австралійська хокеїстка на траві.
Учасниця Олімпійських Ігор 2004 року.